# Schulmädchen-Report. 11. Teil: Probieren geht über Studieren
Schulmädchen-Report. 11. Teil: Probieren geht über Studieren ist ein deutscher Sexfilm aus dem Jahre 1977. Der Film kann dem Genre der Report-Filme zugeordnet werden.

## Handlung
Im Studio eines Funkhauses unterhalten sich eine Hausfrau, eine Jugendpsychologin, ein Oberstudiendirektor und ein Kriminalkommissar über das Jugendschutzgesetz. Die Gesprächsrunde debattiert darüber, ob das Gesetz ausreichend, zu liberal oder doch verbesserungsfähig ist. Einige „bekannte Fälle“ freizügigen Sexualverhaltens Jugendlicher werden dem Filmzuschauer hierbei, in (fast) allen Details, in sieben erotischen Episoden vorgeführt: 
Regine beschuldigt ihren Nachhilfelehrer, sich an ihr vergangen zu haben. Gila und Gabi wollen ihre Unschuld verlieren und verabreden sich mit zwei ebenso unerfahrenen Jungen. Diese möchten aber von den Mädchen unterrichtet werden, und das Stelldichein endet unbefriedigend. Die schlechte Schülerin Martina bittet einen Mitschüler um Nachhilfeunterricht. Dieser lässt sich mit Sex bezahlen und treibt die verzweifelte Martina in den Selbstmord. Michaela wird von Rockern vergewaltigt, zur Prostitution gezwungen und den Bewohnern eines Gastarbeiterwohnheims ausgeliefert. Heidi wird von ihren Freundinnen mit Achim in ein Zimmer gesperrt, damit sie endlich ihre Unschuld verliert. Der anfangs nur vorgespielte Sex wird schließlich real.

## Kritik
„Alles wie gehabt und keinen Deut besser als die Vorgänger.“